# ココにいるよ!
『ココにいるよ!』は遠山えまによる日本の少女漫画。『なかよし』（講談社）にて2007年7月号から2009年1月号まで連載された。また『なかよしラブリー』においても番外編が2009年冬の号に掲載された。単行本は同社の講談社コミックスなかよしから全5巻が刊行されている。

## あらすじ
クラスメイトに名前を覚えてもらえないくらい目立たない中学2年生・隅乃ひかげは、ある日学校のアイドルのひとり・武藤日向に告白される。ひかげは、「ひまわり」というハンドルネームでブログをやっており、いつも返事をくれる2人からアドバイスをもらい、彼のそばにいられるような人になろうとする。

## 登場人物
隅乃 ひかげ（すみの ひかげ）
本作の主人公。地味で目立たない、存在感0の中学生。クラスメイトに名前を覚えてもらえないくらい目立たない少女（「隅山さん」・「隅川さん」などと呼ばれている）。友達はひまわりというハンドルネームで運営している「1センチのしあわせ ひまわりのブログ」というブログの常連であるKUROウサギとメガPIGだけだった。しかし、学校のアイドル的存在の武藤日向に「ずっと見てた」と告白されたのをきっかけに、ひかげの毎日は少しずつ変わっていくことになる。
日向のおかげで、あこがれていたクラスの輪に入ることができたものの、それを気に入らない日向ファンが嫌がらせの中傷メールをばらまき、そのことでひかげはみんなに誤解されてしまう。その後、日向とブログの2人に勇気をもらったひかげは、自分の思いをクラスのみんなに伝えることで誤解が解け、受け入れてもらえた。
ある日、日向と遊園地へ行ったとき（輝もいた）、観覧車を降りたところで輝にも告白されたが、最終的には日向を選んだ。
誕生日：12月22日、身長：156cm、血液型：A型。勉強はあまり得意ではないらしい（テストは平均50点）。黒髪。左右に跳ねている髪がある。
武藤 日向（むとう ひなた）
ひかげのクラスメイト。学校のアイドルで、ひかげに告白をした。スポーツ万能かつ成績優秀で、剣道部に所属している。清潔感のある優しい性格で、昔はひかげ同様控え目な性格だったが、輝との出会いを通じて明るくなっていった。ひかげは当初、彼がKUROウサギではないかと思っていた。
輝とは仲が良く、常に行動を一緒にしていたが「輝がひかげに好意をもっている」と言い、輝を敵にまわす。ついに輝とはひかげを巡ってライバルになり、しまいには彩の陰謀にて絶交してしまうが、仲直りを果たす。単行本では日向を巡り、女子たちが喧嘩してしまうくらい優しい（輝に女心がわかっていないと言われるほど）。
誕生日：6月21日、身長：167cm、体重：54kg、血液型：A型。黒髪。勉強は学年トップ。
三上 輝（みかみ てる）
ひかげの同級生で日向といつも行動している。日向と同じく学校のアイドルであり、超美形のセレブでもある。
小学生の頃は両親の仲が悪いことが原因で学校へ行かなかった時期があり、小学6年生の時に親の離婚の話で自分がひとりぼっちになってしまったところ、ひかげのブログを見てひとりじゃないと分かった。それからひかげのブログにKUROウサギとしてコメントを書き始めた。遊園地で自分の本当の気持ちがわかり、ひかげに告白した。日向とライバルの存在となり、彩の陰謀にて誤解しあい、絶交したが仲直りを果たす。作中では顔とスタイルがモデル並みと女子から評されている。制服もかなり崩して着ている。派手で女ったらしな性格だが、本当は優しい。
この漫画は日向とひかげがメインの話だが、何故か日向より輝の方が人気がある。『なかよし』誌上での人気投票で、「クリスマスに一緒に過ごしたい男子キャラ」では3位に、「おしゃれだと思うキャラ」でも一人だけ男子で3位にランクインするほど。
誕生日：8月7日、身長：165cm、体重：51kg、血液型：B型。毛色は白か金。横紙左右に2本のヘアピンをばってんに2つつけている。
KUROウサギ（クロうさぎ）
ひかげのブログに返事をしてくれる。優しい性格。正体は輝。
メガPIG（めがピッグ）
ひかげのブログに返事をしてくれる。厳しい性格。なぜか関西弁で書く。正体は南条葵。
まひまひくん
作中に登場するマスコットキャラで、ひかげのブログにも出ている。
南条 葵（なんじょう あおい）
メガPIGの正体。ひかげのブログでは強気だが、現実ではかなり口べた。関西弁を話す。同じクラスの倉沢ひよりに好意を持っており、最後には両思いとなった。
毛色は焦げ茶色。
倉沢 ひより（くらさわ ひより）
南条葵のクラスメイト。活発で優しい性格。元々葵のことが好きだった。
毛色は金髪。
田中 ありさ（たなか ありさ）
ひかげのクラスメイト。明朗で優しい性格。日向と輝以外で最初にひかげに気づいた人物であり、ひかげのことを「すみのん」と呼んでいる。素敵な名字の人と結婚するのが夢。
誕生日：6月6日、血液型：O型。毛色は金髪。
藤永 彩（ふじなが あや）
日向と親しくしているひかげを妬み、ひかげをいじめるグループの中心人物。ひときわひかげを妬んでいる。
日向のファンになる以前から自身の性格が原因で周囲から距離を置かれ、孤立していた。
8話でひかげに対するいじめはなくなったかのように思えたが、ある日トイレでひかげの落とした携帯を見つけ、たまたま見たとき、ひかげのブログが開いており、そのブログを使ってひかげを責めようとする。
3人（ひかげ・日向・輝）を別々にしようとしていたがひかげによって和解した。
名字は単行本で確認できる。
誕生日：11月1日、血液型：B型。
柳沢 ともみ（やなぎさわ ともみ）
ひかげのクラスメイト。いつも千鶴、あゆと3人でつるんでいる。赤点を取るなど成績はあまり良くない。
誕生日：2月4日、血液型：AB型。
森 千鶴（もり ちづる）
ひかげのクラスメイト。背が高く、ロングヘアー。ともみやあゆに比べて大人びている。
誕生日：8月26日、血液型：A型。
大谷 あゆみ（おおたに あゆみ）
通称あゆ。ひかげのクラスメイト。髪を小さく2つに縛っている。千鶴やともみに比べて背が低く性格も子供っぽい。ジャンケンをやりたがるが弱い。ともみ同様成績はあまり良くない。
誕生日：1月13日、血液型：B型。

## その他
『なかよし』2007年6月号の新連載の予告にはパンダのキャラクターがいたが、作中に登場しないまま連載が終了した。
単行本の表紙に描かれている登場人物の人数は、巻数が進むにつれて1人ずつ増えている。これにより、最初はひとりぼっちだったひかげの周りに少しずつ、それでも確実に新しい仲間が集まっていることを表しているものと考えられる。
1巻：ひかげ1人だけ → 2巻：日向が加わって2人 → 3巻：輝が加わって3人 → 4巻：ありさが加わって4人 → 5巻：最終的に彩も加わって5人

## 書誌情報
- 遠山えま『ココにいるよ!』講談社〈講談社コミックスなかよし〉、全5巻
  1. 2007年12月6日第1刷発行（同日発売）、ISBN 978-4-06-364171-4
  2. 2008年3月6日第1刷発行（同日発売）、ISBN 978-4-06-364179-0
  3. 2008年7月4日第1刷発行（同日発売）、ISBN 978-4-06-364189-9
  4. 2008年12月5日第1刷発行（同日発売）、ISBN 978-4-06-364205-6
  5. 2009年3月19日第1刷発行（同日発売）、ISBN 978-4-06-364214-8